# Luchthaven Stavanger Sola
Luchthaven Stavanger Sola (Noors: Stavanger lufthavn, Sola) is een internationale luchthaven in Sola, nabij de Noorse stad Stavanger. Het is het op twee na grootste vliegveld van Noorwegen en verwerkte in 2007 3.528.426 passagiers. De Koninklijke Noorse luchtmacht vliegt vanaf Sola met Westland Sea King-reddingshelikopters. Tevens is dit uit 1937 daterende vliegveld het oudste van Noorwegen.